# Paullinia tarapotensis
Paullinia tarapotensis är en kinesträdsväxtart som beskrevs av Ludwig Radlkofer. Paullinia tarapotensis ingår i släktet Paullinia och familjen kinesträdsväxter. Inga underarter finns listade i Catalogue of Life.